# XIV SS-Armeekorps
Il XIV. SS-Armeekorps fu un'unità militare formata nel novembre del 1944 nell'Oberrhein. Fu poi spostato sul fronte dell'Oder e nella zona di Meclemburgo. Ebbe breve vita perché venne utilizzato per costituire il X. SS-Armeekorps il 28 gennaio 1945 in pomerania.

## Comandanti
| Grado                | Nome                        |
| SS-Gruppenführer     | Heinz Reinefarth            |
| SS-Obergruppenführer | Erich von dem Bach-Zelewski |

## Ordine di battaglia
| Nome unità                     |
| Stabs-und Korpstruppen nr. 114 |

## Teatri d'operazione
| Luogo            | Data                         |
| Fronte dell'Oder | novembre 1944 - gennaio 1945 |
| Mecklenburg      | gennaio 1945 - maggio 1945   |